# Simpang Gambus
Simpang Gambus is een bestuurslaag in het regentschap Batu Bara van de provincie Noord-Sumatra, Indonesië. Simpang Gambus telt 6524 inwoners (volkstelling 2010).